# Farmakon (esej)
Farmakon – esej filozoficzny autorstwa francuskiego filozofa Jacques’a Derridy, w którym nawiązuje on do idei przedstawionych przez Platona w Fajdrosie.
Autor zadaje w Farmakonie pytanie o filozoficzne znaczenie pisma, znaku, zapisu. 

## Tematyka
Platon wyraził w dialogu swoje obawy dotyczące pisma, które jak twierdził, zostało dane od boga, celem wzmocnienia i poprawienia ludzkiej pamięci. Platon sądzi jednak, że pismo tylko osłabi pamięć, „zarażając” ją zapomnieniem. Ludzie, którzy przestaną ufać swojej pamięci, zawierzą znakom pisma. Pismo jednak posiada porządek sprzeczny z życiem wewnętrznym człowieka, innym u każdej jednostki, niesprowadzalnym do wspólnego mianownika. Jak stwierdza Platon w Fajdrosie, pismo stanowi środek na przypomnienie, wynalazek dla zapominalskich, będący lekarstwem, które lecząc jedno (słaba pamięć), zatruwa inne. W jego mniemaniu pismo jest wytworem sztucznym, przeczącym naturze, zagrażającym zarówno tym o słabej pamięci jak i dobrej, którzy obywają się bez pisma. 
Stanowisko Platona jest bliskie poglądom Derridy:

(...) na pozór jedynie pismo sprzyja pamięci, pomagając jej od wewnątrz, dzięki jej własnemu ruchowi, poznać prawdę. W rzeczywistości natomiast pismo jest zasadniczo złe, zewnętrzne wobec pamięci, nie tworzy wiedzy, lecz mniemanie, nie objawia prawdy, lecz pozór.

Pismo stanowi w jego rozumieniu pozory mądrości, jedynie zdolność przypominania. Jest źródłem zamętu, przedstawia różnicę pomiędzy życiem wewnętrznym (myśli) i zależną od niego mową a martwym, zewnętrznym znakiem. W tym sensie jest obce, przybywa znikąd. Jednocześnie Derrida zarzuca Platonowi, że ten postuluje formę pamięci tak doskonałą, że niezależną od znaków pisanych:

Pamięć jest z natury skończona (...) nieograniczona pamięć nie byłaby zresztą pamięcią, lecz nieskończoną obecnością dla siebie. Pamięć zatem zawsze już potrzebuje znaków, by przypomnieć sobie coś nie-obecnego, do czego w sposób konieczny się odnosi

Derrida nie wyklucza więc możliwości posiadania doskonałej pamięci, lecz uważa pamięć nieograniczoną za oksymoron - taka pamięć przestaje być pamięcią, jest jedynie strumieniem chwil, konstytuujących wieczną teraźniejszość. 